# Le Zèbre
Le Zèbre es una marca de automóviles francesa, activa entre 1909 y 1931. Tenía su sede en Puteaux (Departamento del Sena). La compañía fue fundada por Jules Salomon con el apoyo del piloto Georges Richard y con el respaldo financiero de Jacques Bizet, hijo del compositor Georges Bizet.

## Historia

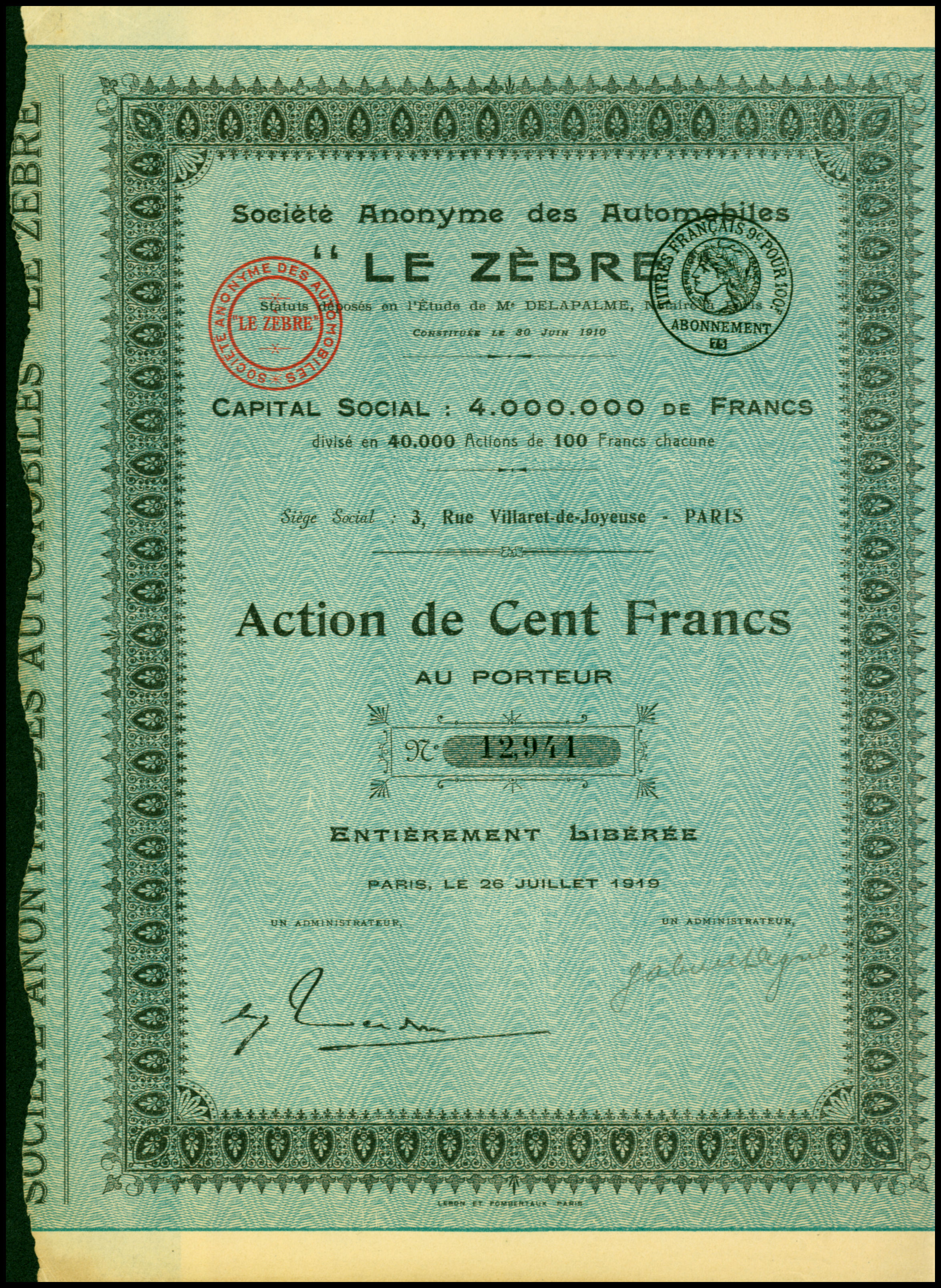
Participación de la SA des Automobiles Le Zèbre, emitida el 26 de julio de 1919

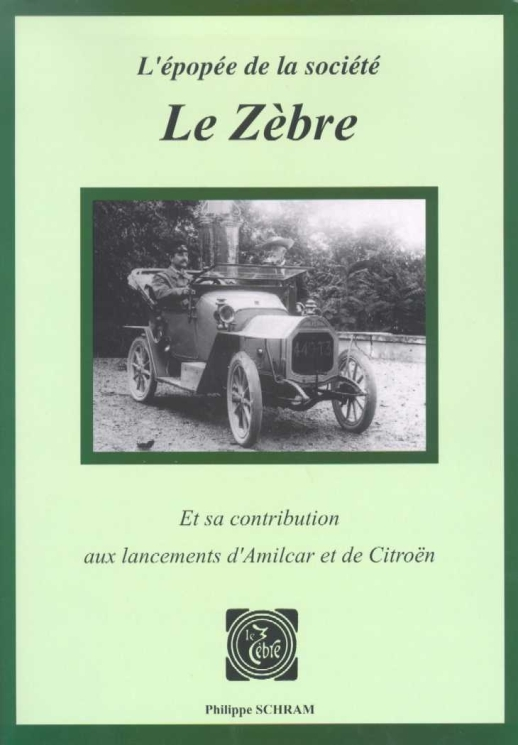
Le Zèbre. El historiador de la marca es Philip Schram, que escribió el libro "L'Epopee de la societe Le Zèbre"

Julius Solomon era un joven graduado de la Escuela de Comercio e Industria de Burdeos y comenzó su carrera en Rouart Fréres, un fabricantes de motores.  Más tarde se trasladó a la empresa de Georges Richard, donde conoció a Jacques Bizet. 
En 1909, Solomon desarrolló su primer automóvil, el tipo A. Este diseño resultó muy económico de fabricar y se vendió por 3000 francos, unos 1000 francos menos que sus competidores. La distancia entre ejes de este coche era de 71 pulgadas (180,3 cm).  Los dos amigos decidieron no dar ninguno de sus nombres al automóvil, y optaron por llamarlo "Le Zèbre" (La Cebra), que originalmente era un apodo dado a un empleado de su primer trabajo.  En 1911 la empresa fue registrada como "Société Anonyme des Automobiles Le Zèbre".  Originalmente, los chasis fueron construidos por Paquis Works, y algunos estaban equipados con motores fabricados cerca de Saint-Denis por Aster, en configuraciones de uno, dos o cuatro cilindros. 
En 1911, el famoso piloto André Morel abrió un taller que reparaba y vendía automóviles, con representación de las marcas Berliet y Le Zèbre. 
La fabricación de automóviles continuó durante la Primera Guerra Mundial. En 1915, el Ministerio de Guerra hizo un pedido de 40 automóviles por mes, así como el suministro de varios componentes militares. 
Desafortunadamente, el automóvil tuvo muchos problemas mecánicos, incluido el motor y la caja de cambios integrados como una unidad (lo que causaba que el aceite del motor se filtrara al embrague, que tenía que ser drenado con frecuencia), rompiendo los ejes cada 300 km, y por el hecho de que podía perder las ruedas en plena marcha.
En 1917 los dos fundadores se separaron. Jules Solomon dejó la compañía y se marchó con André Citroën, por entonces director general de Mors. 
Después de la Primera Guerra Mundial, Jacques Bizet se quedó con Le Zèbre. André Morel fue contratado el 1 de abril de 1919 por la compañía, como inspector comercial de 40 departamentos. Pero después de los problemas económicos que siguieron a la guerra, debió afrontar una situación económica muy difícil. Sus coches no se vendían bien, y la fábrica no podía construirlos en plazo. La compañía no tuvo tanto éxito como antes de la guerra. En 1924, el Tipo Z fue anunciado con un motor diseñado con la ayuda del ingeniero inglés Harry Ricardo, conocido en el mundo del automóvil por sus estudios de sistemas de combustión. Sin embargo, no se vendió en las cantidades esperadas y, ante este nuevo fracaso, la compañía cerró en 1931.

## Galería

Le Zèbre
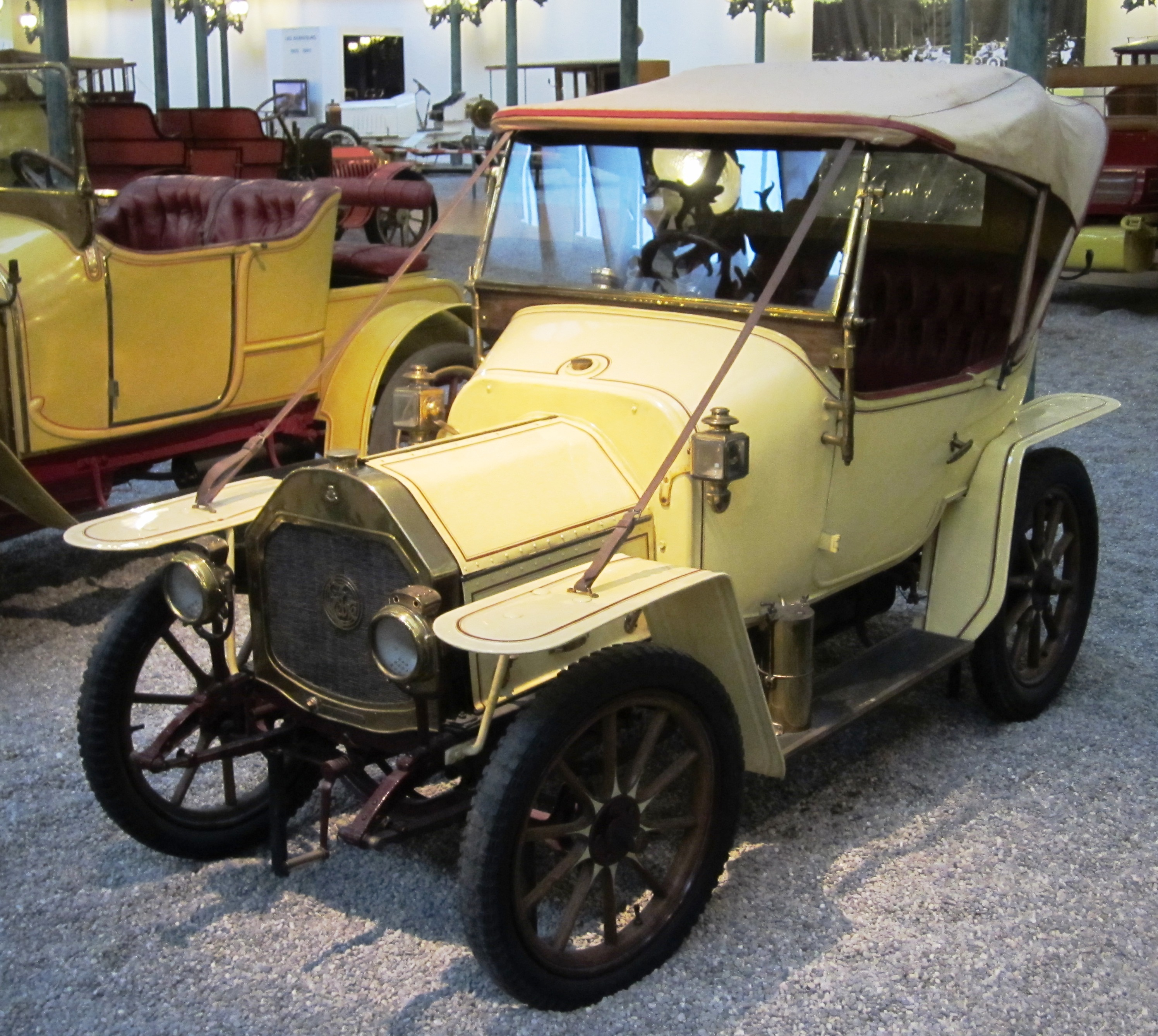
Le Zèbre Tipo A, 1913
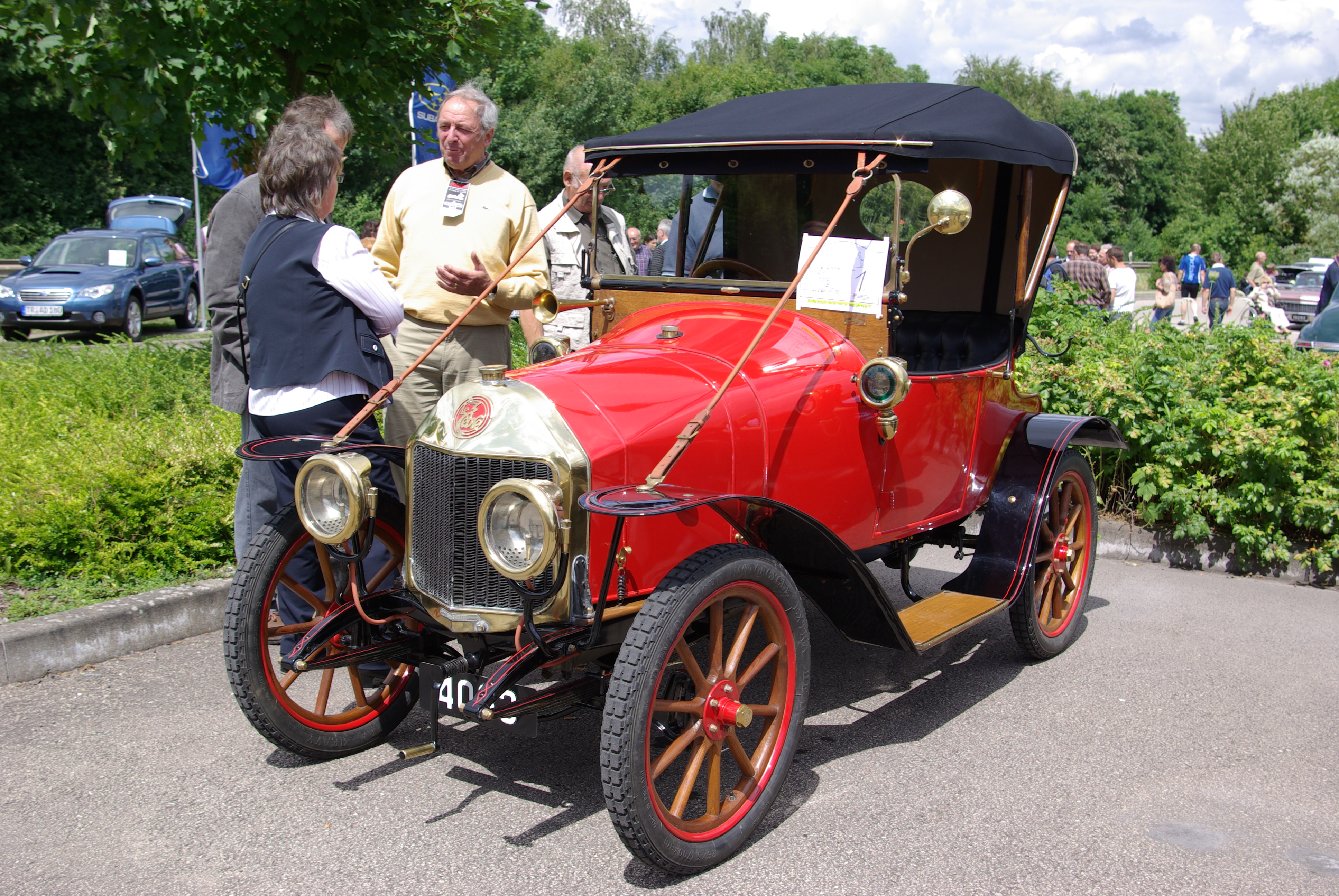
Le Zebre C5, 1913
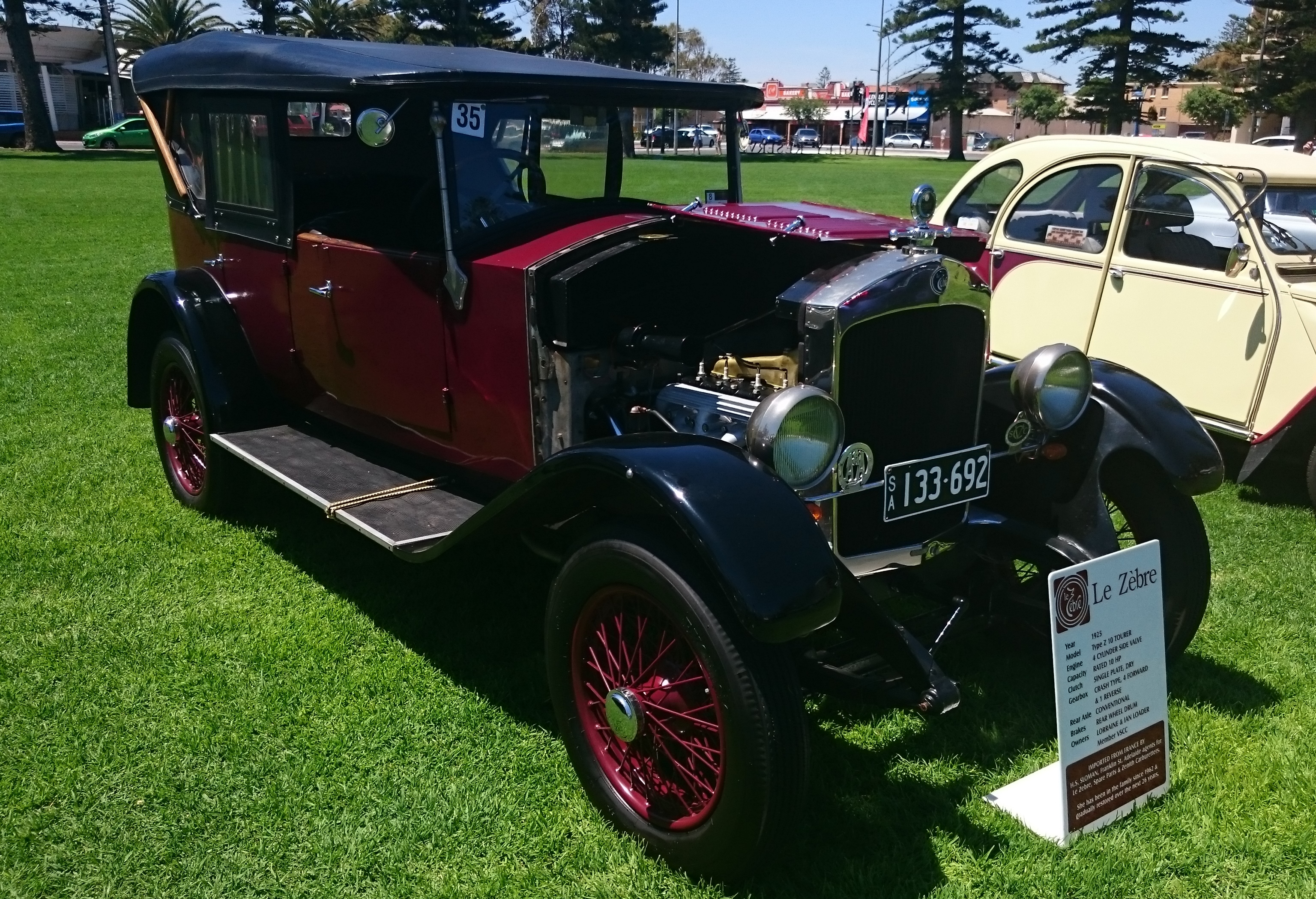
1925 Le Zèbre Type Z 10 Tourer
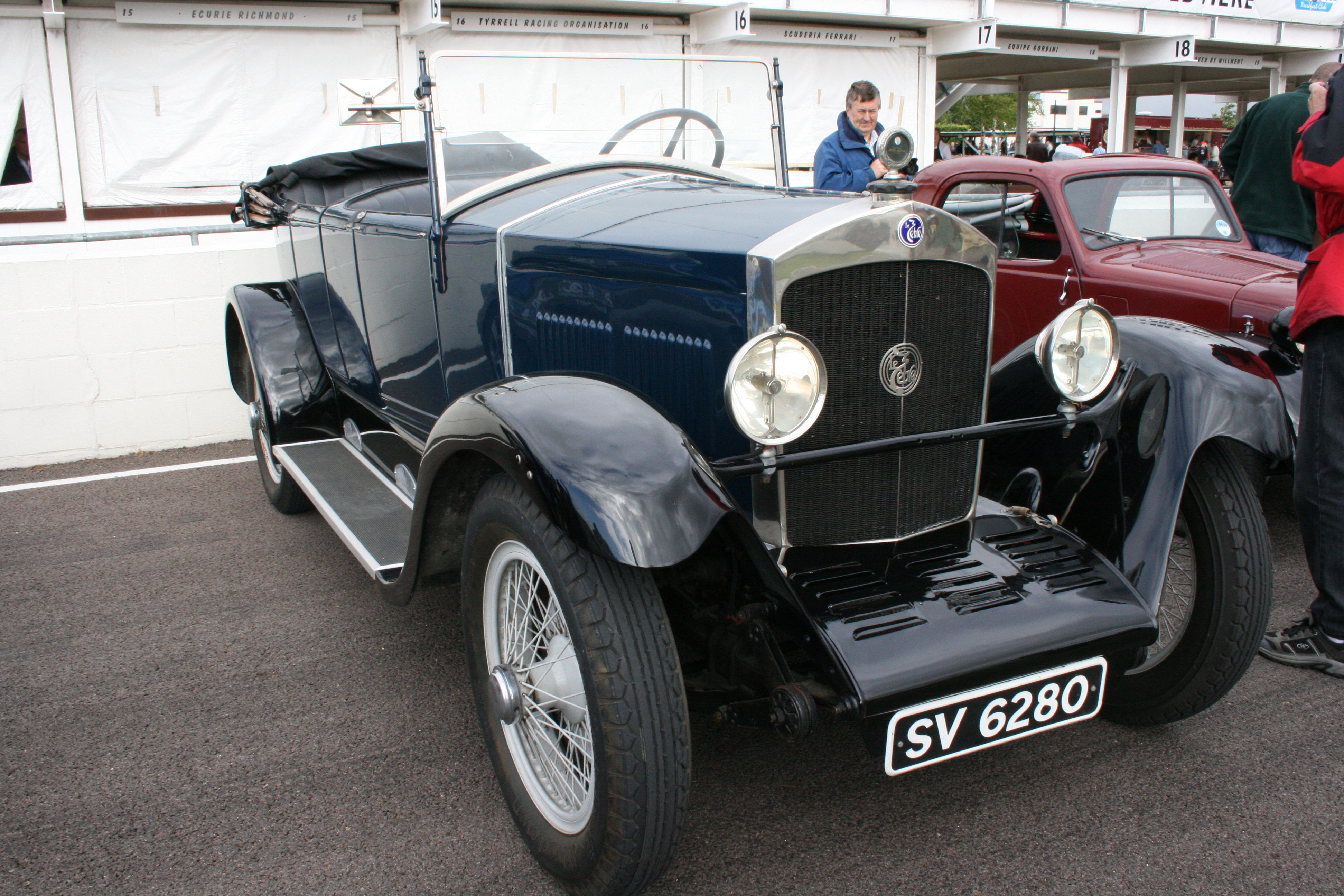
Le Zèbre